# 청춘일기 (드라마)
청춘일기(靑春日記)는 한국방송공사 아침드라마이다.

## 제작진
- 극본 : 양인자
- 연출 : 곽영범
- 조연출 : 오동석
- 제작 : KBS

## 출연진
- 정윤희
- 박근형
- 김창숙
- 임옥경
- 정운용
- 박재주
- 신종섭
- 유가영
- 길춘영
- 전윤찬
- 김유진
- 이덕희